# Белозубка Беккари
Белозубка Беккари, или клюворылая белозубка (лат. Crocidura beccarii) — вид млекопитающих рода Белозубки семейства Землеройковые. Видовой эпитет дан в честь итальянского ботаника Одоардо Беккари (1843—1920).
Эндемик острова Суматра (Индонезия). Встречаются в горных и подгорных тропических лесах на севере и западе острова, включая горы Mount Singalang. Обнаружены на высотах от 1,800 до 2,200 м. Включены в «Международную Красную книгу» (англ. IUCN Red List of Threatened Animals) МСОП.
Кариотип 2n = 38, FN = 56 (Ruedi and Vogel, 1995).